# 3e cérémonie des Houston Film Critics Society Awards
La 3e cérémonie des Houston Film Critics Society Awards, décernés par la Houston Film Critics Society, a eu lieu le 19 décembre 2009, et a récompensé les films réalisés l'année précédente.

## Palmarès

### Meilleur film
- Démineurs (The Hurt Locker)
  - (500) jours ensemble ((500) Days of Summer)
  - Avatar
  - District 9
  - In the Air (Up in the Air)
  - Inglourious Basterds
  - Invictus
  - Là-haut (Up)
  - Precious (Precious: Based on the Novel 'Push' by Sapphire)
  - Star Trek

### Meilleur réalisateur
- Kathryn Bigelow pour Démineurs (The Hurt Locker)
  - Jason Reitman pour In the Air (Up in the Air)
  - Clint Eastwood pour Invictus
  - Lee Daniels pour Precious (Precious: Based on the Novel 'Push' by Sapphire)
  - James Cameron pour Avatar
  - Quentin Tarantino pour Inglourious Basterds

### Meilleur acteur
- George Clooney pour le rôle de Ryan Bingham dans In the Air (Up in the Air)
  - Jeff Bridges pour le rôle de Bad Blake dans Crazy Heart
  - Jeremy Renner pour le rôle du sergent William James dans Démineurs (The Hurt Locker)
  - Viggo Mortensen pour le rôle du père dans La Route (The Road)
  - Morgan Freeman pour le rôle de Nelson Mandela dans Invictus

### Meilleure actrice
- Carey Mulligan pour le rôle de Jenny dans Une éducation (An Education)
  - Abbie Cornish pour le rôle de Fanny Brawne dans Bright Star
  - Meryl Streep pour le rôle de Julia Child dans Julie et Julia (Julie and Julia)
  - Gabourey Sidibe pour le rôle de Claireece "Precious" Jones dans Precious (Precious: Based on the Novel 'Push' by Sapphire)
  - Saoirse Ronan pour le rôle de Susie Salmon dans Lovely Bones (The Lovely Bones)
  - Sandra Bullock pour le rôle de Leigh Anne Tuohy dans The Blind Side

### Meilleur acteur dans un second rôle
- Christoph Waltz pour le rôle du colonel Hans Landa dans Inglourious Basterds
  - Woody Harrelson pour le rôle du capitaine Tony Stone dans The Messenger
  - Stanley Tucci pour le rôle de George Harvey dans Lovely Bones (The Lovely Bones)
  - Zach Galifianakis pour le rôle d'Alan Garner dans Very Bad Trip (The Hangover)
  - Christian McKay pour le rôle d'Orson Welles dans Me and Orson Welles

### Meilleure actrice dans un second rôle
- Anna Kendrick pour le rôle de Natalie Keener dans In the Air (Up in the Air)
  - Mo'Nique pour le rôle de Mary Lee Johnston dans Precious (Precious: Based on the Novel 'Push' by Sapphire)
  - Vera Farmiga pour le rôle d'Alex dans In the Air (Up in the Air)
  - Penelope Cruz pour le rôle de Carla Albanese dans Nine
  - Samantha Morton pour le rôle d'Olivia Pitterson dans The Messenger

### Meilleur scénario
- In the Air (Up in the Air) – Jason Reitman et Sheldon Turner
  - Precious (Precious: Based on the Novel 'Push' by Sapphire) – Geoffrey Fletcher
  - Démineurs (The Hurt Locker) – Mark Boal
  - In the Loop – Armando Iannucci, Jesse Armstrong, Simon Blackwell et Tony Roche
  - Inglourious Basterds – Quentin Tarantino

### Meilleure photographie
- Démineurs (The Hurt Locker) – Barry Ackroyd
  - Avatar – Mauro Fiore
  - Lovely Bones (The Lovely Bones) – Andrew Lesnie
  - Nine – Dion Beebe
  - La Route (The Road) – Javier Aguirresarobe

### Meilleure musique de film
- Là-haut (Up) – Michael Giacchino
  - Fantastic Mr. Fox – Alexandre Desplat
  - Sherlock Holmes – Hans Zimmer
  - Avatar – James Horner
  - The Informant! – Marvin Hamlisch

### Meilleure chanson originale
- "Petey's Song" de Jarvis Cocker, Noah Baumbach et Wes Anderson – Fantastic Mr. Fox
  - "Almost There" de Randy Newman – La Princesse et la Grenouille (The Princess and the Frog)
  - "Cinema Italiano" de Maury Yeston – Nine
  - "Colorblind" de Daniel Po – Invictus
  - "Depression Era" de Patterson Hood – That Evening Sun
  - "The Weary Kind" de Ryan Bingham et T-Bone Burnett – Crazy Heart

### Meilleur film en langue étrangère
- Sin Nombre •  Mexique/ États-Unis
  - Étreintes brisées (Los abrazos rotos) •  Espagne
  - L'Heure d'été •  France
  - 35 rhums •  France/ Allemagne
  - Les Trois Royaumes (赤壁) •  Chine
  - The Stoning of Soraya M. •  Iran/ États-Unis
  - Cape No. 7 (海角七号) •  Taïwan

### Meilleur film d'animation
- Là-haut (Up)
  - Coraline
  - Fantastic Mr. Fox
  - La Princesse et la Grenouille (The Princess and the Frog)
  - Numéro 9 (9)

### Meilleur film documentaire
- The Cove
  - Burma VJ
  - Capitalism: A Love Story
  - Every Little Step
  - Food, Inc.
  - Tyson

### Meilleure réussite
- Margaret Stratton

### Humanitarian of the Year Award
- G. W. Bailey

### Lifetime Achievement Award
- Patrick Swayze